# Iłownica (województwo śląskie)

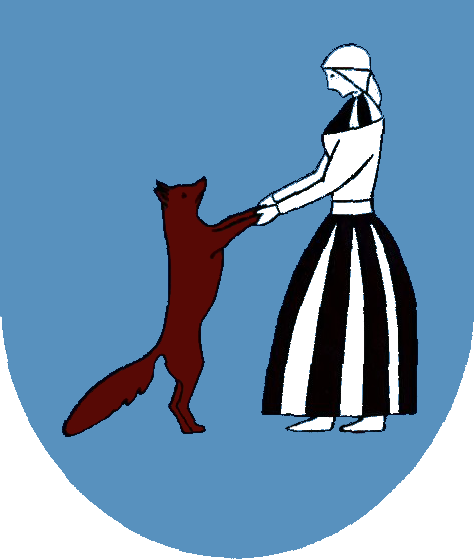
Nieoficjalny herb wsi Iłownica

Iłownica (cz. Jilovnice, niem. Illownitz lub Niklasdorf) – wieś w Polsce położona w województwie śląskim, w powiecie bielskim, w gminie Jasienica. Wieś leży w historycznych granicach regionu tzw. Śląska Cieszyńskiego, geograficznie zaś leży w regionie Dolina Górnej Wisły, będącej częścią Kotliny Oświęcimskiej. Powierzchnia sołectwa wynosi 777,5 ha, a liczba ludności 1045, co daje gęstość zaludnienia równą 134,4 os./km. Wieś leży nad kompleksem stawów rybnych, gospodarowanych przez Polską Akademię Nauk.

## Nazwa
Nazwa miejscowości jest zapożyczona od przepływającej przez nią rzeki Iłownicy, której nazwa wywodzi się z kolei od iłu. W historycznych zapisach nazwa ewoluowała od Gylownita (1305) przez Iyloffnicz (1392), Gylownicz[*] (1563, 1566), Illownitz (1566) i Ilownic[z]a (1592, 1679) itd. Na początku XVIII wieku wymieniana była często pod podwójną nazwą Niclasdorf/Illownicza, a później wyłącznie pod niemiecką nazwą na mapach z XVIII wieku, (jeszcze w opisie Śląska Austriackiego w 1804 roku autorstwa Reginalda Kneifla jako Niklasdorf, choć mieszkańcy posługiwali się wówczas wyłącznie mową polsko-śląską).

## Historia
Miejscowość pierwszy raz wzmiankowana w dokumencie pisanym łaciną Liber fundationis episcopatus Vratislaviensis (pol. Księga uposażeń biskupstwa wrocławskiego), spisanej za czasów biskupa Henryka z Wierzbna ok. 1305 w szeregu wsi zobowiązanych do płacenia dziesięciny biskupstwu we Wrocławiu, w postaci item in Gylownita. Zapis (brak określenia liczby łanów, z których będzie płacony podatek) wskazuje, że wieś była w początkowej fazie powstawania (na tzw. surowym korzeniu), co wiąże się z przeprowadzaną pod koniec XIII wieku na terytorium późniejszego Górnego Śląska wielką akcją osadniczą (tzw. łanowo-czynszową). Wieś politycznie znajdowała się w granicach utworzonego w 1290 r. piastowskiego (polskiego) Księstwa Cieszyńskiego, będącego od 1327 r. lennem Królestwa Czech, a od 1526 roku w wyniku objęcia tronu czeskiego przez Habsburgów wraz z regionem aż do 1918 roku w Monarchii Habsburgów.
W 1687 r. wieś kupił Jan Kazimír z rodu Celesta z Celestiny, potomni sprzedali ją Komorze Cieszyńskiej w 1793 r..
Według austriackiego spisu ludności z 1900 r. w 112 budynkach w Iłownicy na obszarze 797 hektarów mieszkało 725 osób, co dawało gęstość zaludnienia równą 91 os./km². 704 (97,1%) mieszkańców było katolikami, 18 (2,5%) ewangelikami a 3 wyznawcami judaizmu, 721 (99,4%) było polsko- a 3 niemieckojęzycznymi. Do 1910 roku liczba mieszkańców wzrosła do 744 osób..
W latach 1954–1972 wieś należała i była siedzibą władz gromady Iłownica. W latach 1975–1998 miejscowość położona była w województwie bielskim.

## Religia
Na terenie wsi działalność duszpasterską prowadzi Kościół Rzymskokatolicki, filiał parafia Narodzenia św. Jana Chrzciciela w Rudzicy.
29 czerwca 2011 konsekrowano budowany od 2005 r. nowy kościół filialny, jeden z pierwszych w Polsce pod wezwaniem św. Jana Pawła II.